# Kanton Romans-sur-Isère-2
Der Kanton Romans-sur-Isère-2 war von 1973 bis 2015 ein französischer Wahlkreis im Arrondissement Valence, im Département Drôme und in der Region Rhône-Alpes; sein Hauptort war Romans-sur-Isère.
Der 13 Gemeinden umfassende Kanton Romans-sur-Isère-2 hatte 20.876 Einwohner (Stand: 2012).

## Gemeinden
| Gemeinde                          | Einwohner | Fläche in ha |
| --------------------------------- | --------- | ------------ |
| Châtillon-Saint-Jean              | 888       | 882          |
| Crépol                            | 470       | 1142         |
| Génissieux                        | 1826      | 893          |
| Le Chalon                         | 157       | 838          |
| Miribel                           | 200       | 655          |
| Montmiral                         | 441       | 2669         |
| Parnans                           | 476       | 1124         |
| Romans-sur-Isère (östlicher Teil) | 12118 (1) | –            |
| Saint-Bonnet-de-Valclérieux       | 202       | 829          |
| Saint-Laurent-d’Onay              | 107       | 628          |
| Saint-Michel-sur-Savasse          | 406       | 1111         |
| Saint-Paul-lès-Romans             | 1502      | 1577         |
| Triors                            | 482       | 565          |

(1) Die Angabe bezieht sich auf den Teil der Stadt, der zum Kanton gehörte.